# Аєло-де-Малферіт
Аєло-де-Малферіт, Аєло-де-Мальферіт (валенс. Aielo de Malferit (офіційна назва), ісп. Ayelo de Malferit) — муніципалітет в Іспанії, у складі автономної спільноти Валенсія, у провінції Валенсія. Населення — 4726 осіб (2010).

## Географія
Муніципалітет розташований на відстані близько 320 км на південний схід від Мадрида, 70 км на південь від Валенсії.

## Демографія
Динаміка населення (INE ):

## Галерея зображень

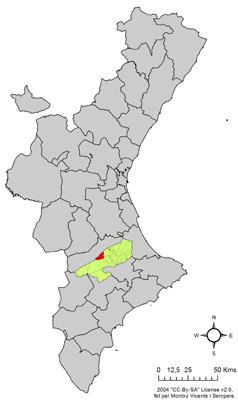
Розташування муніципалітету Аєло-де-Малферіт у автономній спільноті Валенсія
Розташування муніципалітету Аєло-де-Малферіт у комарці Вальє-де-Альбайда